# ألبرتو منديز (كاتب)
ألبرتو منديز (بالإسبانية: Alberto Méndez) هو كاتب إسباني، ولد في 27 أغسطس 1941 في مدريد في إسبانيا، وتوفي في 30 ديسمبر 2004.

## وصلات خارجية
- ألبرتو منديز على موقع IMDb (الإنجليزية)